# Bakkenbart
En bakkenbart er en skægfrisure, hvor skægget dækker siderne af ansigtet ned langs kindbenet. Størrelsen kan varriere fra små striber til fyldige buske, der dækker det halve ansigt. Bakkenbarter kan være forbundet med et overskæg, men hagen og den nederste del af ansigtet er altid glatbarberet. Som regel bæres bakkenbarter symmetrisk. Det er yderst sjældent, at nogen kun bærer bakkenbart på den ene side af ansigtet.

## Etymologi
Ordet kommer af det tyske ord backenbart, der bogstavligt oversat betyder kindskæg.